# フェイジョア
フェイジョア（学名: Acca sellowiana、別名:フィジョア）は、フトモモ科の常緑低木。果物として食用に栽培されるほか、庭木や生垣用としても評価が高い。ウルグアイ、パラグアイ、ブラジル南部原産。

## 特徴
フトモモ科の熱帯果樹としては珍しく-10℃ほどまでの耐寒性がある。病害虫や乾燥、高温にはかなりの耐性があるが、環境が悪いと結実しない。樹高は大きな原種で約7メートル、ほとんどの改良品種では約3メートルほどに収まり、樹形も整えやすいがやや成長が遅い。卵型の葉は表は濃緑で裏は銀色、もしくは白色をしている。栽培は容易で基本的に無農薬で育成できる。
夏に径4センチメートルほどの花をつける。花弁は内側が赤褐色、外側が白色で分厚く、糖分を含んで甘みがある。ハチドリのような小鳥類がこの花弁を摂食するときに花粉が運ばれる。日本ではヒヨドリなどが花弁を摂食するが、花粉の媒介は蜂によるものがほとんどである。多数ある赤い雄蕊が非常に目立つ。芳香はほとんどない。
多くの品種が自家不結実性なので、結実されるためには異品種を並べて植える必要がある。自家結実する品種も増えてきているが、いずれも他品種と交配させることで結実数やサイズが改善する。人工授粉も有効で、開花した直後の若い花に受粉することが重要とされる。
日本では10月下旬 - 12月中旬に果実が実る。果実の中には石細胞を含むため硬い部分とゼリー質の柔らかい部分が存在し、断面はゼリー質が花のような独特の形をしており、品種や生育状態によって硬い部分と柔らかい部分の比率は異なる。果皮は硬い。殖やし方は接木と挿木が主であるが、実生樹の小ぶりな果実が美味しい傾向にある。
枝の先に混合花芽を形成するので強い剪定を行うと翌年の開花や結実量が悪化する。

## 利用
花から果実まで楽しめる丈夫な常緑低木であるため、ニュージーランド、オーストラリア、アメリカ、イスラエルなどで庭木や公園樹として人気が高い。
果実にはパイナップルとバナナの中間の様な芳香があり、果肉はやわらかく甘味があり、ビタミンCが豊富に含まれる。生食またはジュースやジャム、ゼリーなどの加工食品、果実酒などに利用される。果実は通常、自然落果したものを更に追熟させてから食べる。実が大きな品種は味が優れない。
ニュージーランドは最大の生産量を誇り、一般家庭でも多く消費され、ヨーグルトやアイスクリームなどに加工される他、乾燥させた果肉を使ったフェイジョアティーが広く飲用されている。逆に原産地である南米ではそれほどメジャーではなく、一部で生食されるに留まる。
日本では1980年代にキウィフルーツに続く新果樹として注目されたこともあったが、現在まであまり普及していない。原因として、遺伝的に異なる個体間で受粉しないと結実しない（自家不和合性）であること、果実が一般的に出回らず訴求力に欠けること、生食時の食味がそれほど良くないことなどがあげられる。また、初期に販売されていた苗木に、成長が遅かったり結実性が悪い個体が多かったことも普及を妨げた一因となったが、これらは当時の粗悪な実生苗によるもので、最近は自家結実し食味の改良された個体が導入されている。それに伴い、近年では家庭果樹として見直され、ポポーに並び小規模であるがブームになっている。しかし、未だ日本にはまとまった産地がなく少数の農家が存在する程度である。北関東付近まで露地栽培が出来る耐寒性があるため、果樹としてだけでなく様々な利用が期待される。

## 代表的な品種
極早生から晩生、鶏卵程度から300gを超す果実の品種まで様々。

### ニュージーランド産
生産地周辺のマオリ語由来の地名が付けられたものが多い。
- アナトキ - 極早生、小果
- アポロ - 大果、雫型、自家結実
- ウィキトゥ - 晩生、大果
- オパールスター - 中果
- カイテリ - 早生、大果
- カカポ - 中果
- カカリキ - 早生、大果
- ジェミニ - 早生、小果、雫型
- デンズチョイス - 早生、中果、雫型、味がよい
- トライアンフ(Feijoa sellowiana ‘Triumph’) - 中果、卵形で、味がよい[5]
- ポウナム - 早生、中果
- マンモス(Feijoa sellowiana ‘Mammoth’) - 果実は大きく、早生品種で10月下旬成熟する[5]
- ムーア - 大果
- ユニーク - 極早生、小果、自家結実

### オーストラリア産
- クーリッジ(Feijoa sellowiana ‘Coolidge’) - 小果、自家結実、不ぞろいだが、食味はよい[5]
- チョイセアナ - 小果
- トラスク - 大果、丸型

### アメリカ産
- エデンヴェール - 中果
- ナザメッツ - 大果、自家結実
- パイナップル・ジェム - 小果、自家結実

### その他
これら以外にも世界中に多くの改良品種があるが、日本には一部のものしか導入されていない。中には国外への持ち出しが禁止されている品種もある。

## ギャラリー

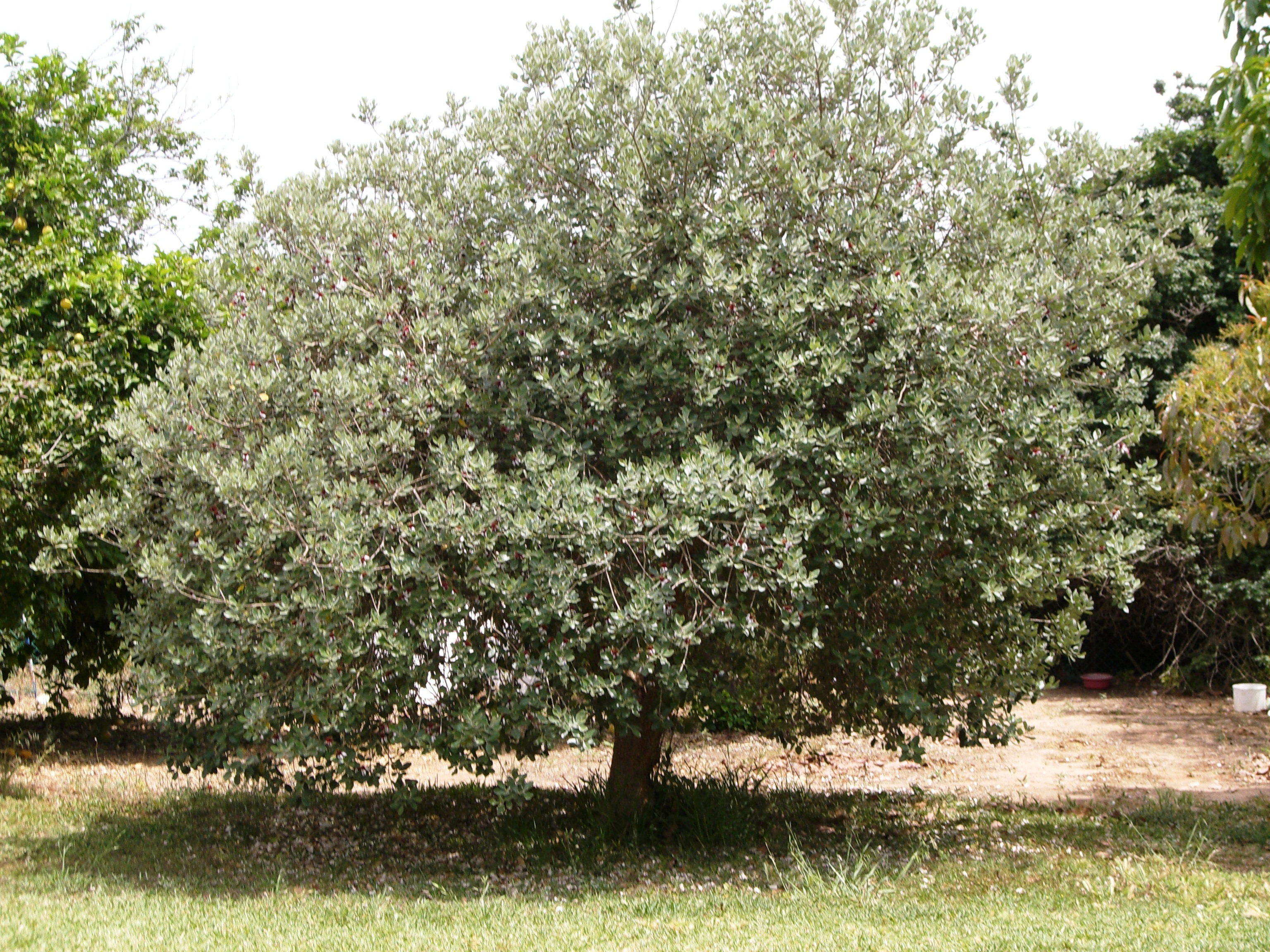
成木
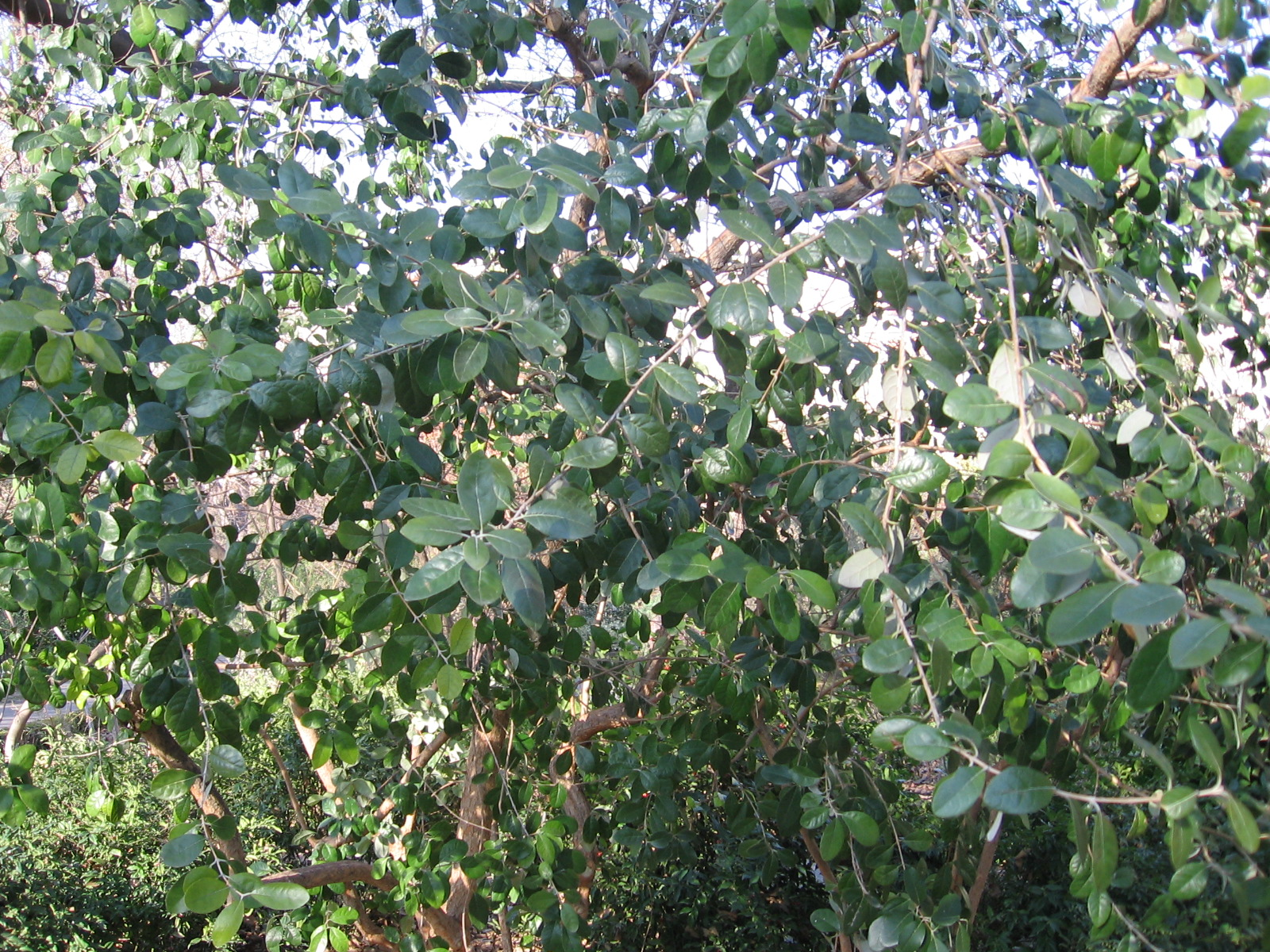
濃緑の葉
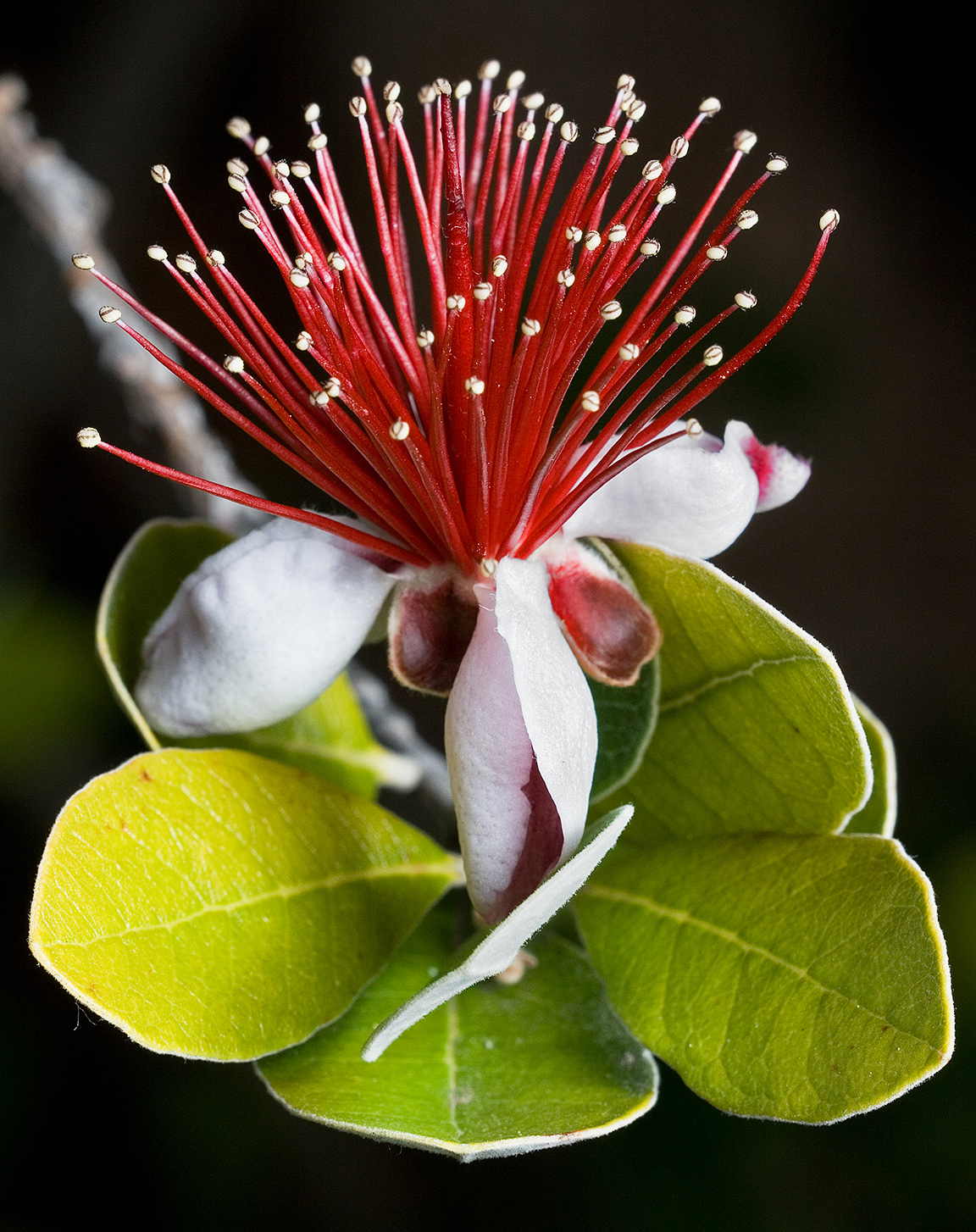
花
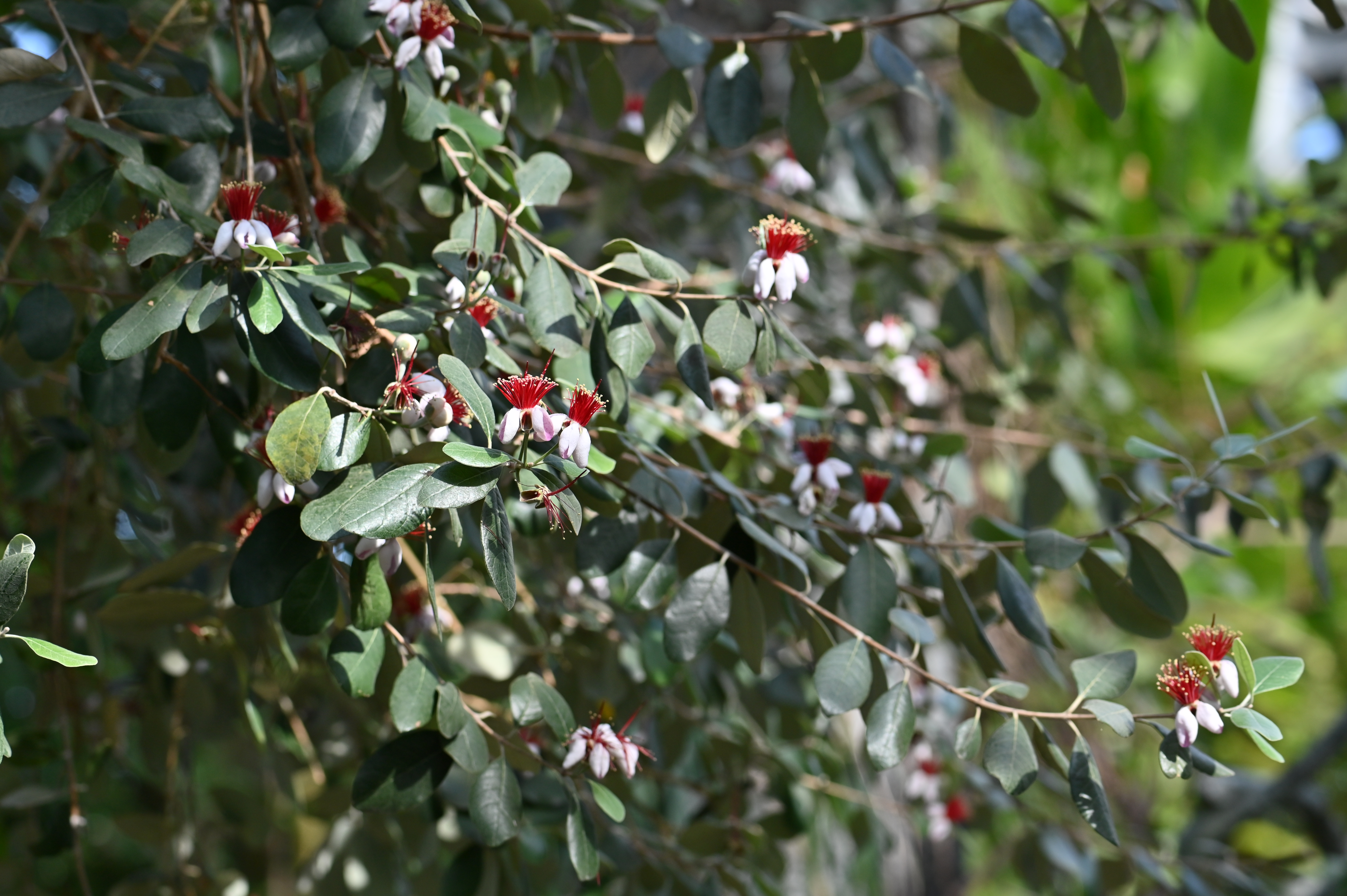
花を咲かせた梢
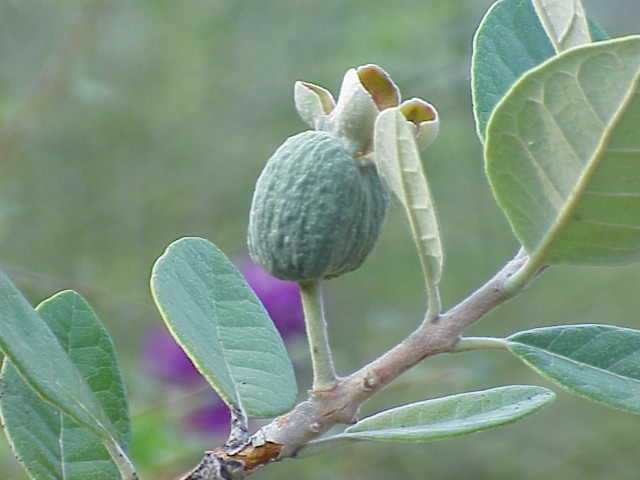
結実初期の果実